# Exercici del cristià
Exercici del cristià és un llibre de pietat popular escrit en català per Josep Ullastre de gran difusió durant els segles xviii i xix. Es tracta d'un manual de vida i de conducta cristiana que s'emmarca dins del gènere de la literatura religiosa popular, un gènere amb força vitalitat a la Catalunya del segle xviii.
Tal com indica el títol complet de l'obra Exercici del Cristià per encomanar-se a Déu, tenir un rato de Oració tots los dias, ajudar y contemplar la Missa; i Confessar, i Combregar; ab diferents oracions, per recorrer en les necessitats a Déu N.Sr., a Maria Santíssima, i a alguns Sants de particular devocio. Juntament ab altres Exercicis per instruir als Fills de Familias, disposarse a be morir, assistir als Agonitzants; i pregar per les Animas., es tracta, d'un devocionari, un llibre que conté les oracions amb les quals els fidels poden exercir la devoció en diversos moments.
Sembla que la primera edició va ser censurada el 1733 a Girona i el 1740 en publicà una segona edició corregida on Ullastre aplicaria l'ortografia creada per ell mateix en i publicada més tard en la Gramàtica catalana embellida amb dos ortografies. El llibre va tenir gran popularitat i es va imprimir a gairebé a totes les ciutats amb impremta del Principat. Se'n coneixen vint-i-vuit edicions entre ca. 1760 i 1852. L'obra no va tenir èxit en els cercles cultes, però va gaudir de gran popularitat en l'àmbit de la literatura religiosa popular, on el català es va mantenir ben viu.
Quant al llenguatge, cal tenir en compte que és una obra dirigida a un públic monolingüe català i sense formació acadèmica. Això doncs, serà una obra escrita en català, amb un estil planer i una sintaxi lineal, sense recursos retòrics no cultismes, amb elements col·loquials i alguns castellanismes populars a l'època.